# Сумки (станция, Курганская область)
Сумки — станция (тип населённого пункта) в Половинском районе Курганской области. Входит в состав Сумкинского сельсовета.

## История
Населённый пункт возник в 1959 году в связи со строительством железнодорожного разъезда Сумки на линии Пески-Целинные — Утяк Южно-Уральской железной дороги.

## Население
| 2010 |
| ---- |
| 247  |